# Världsmästerskapet i ishockey för herrar 2017

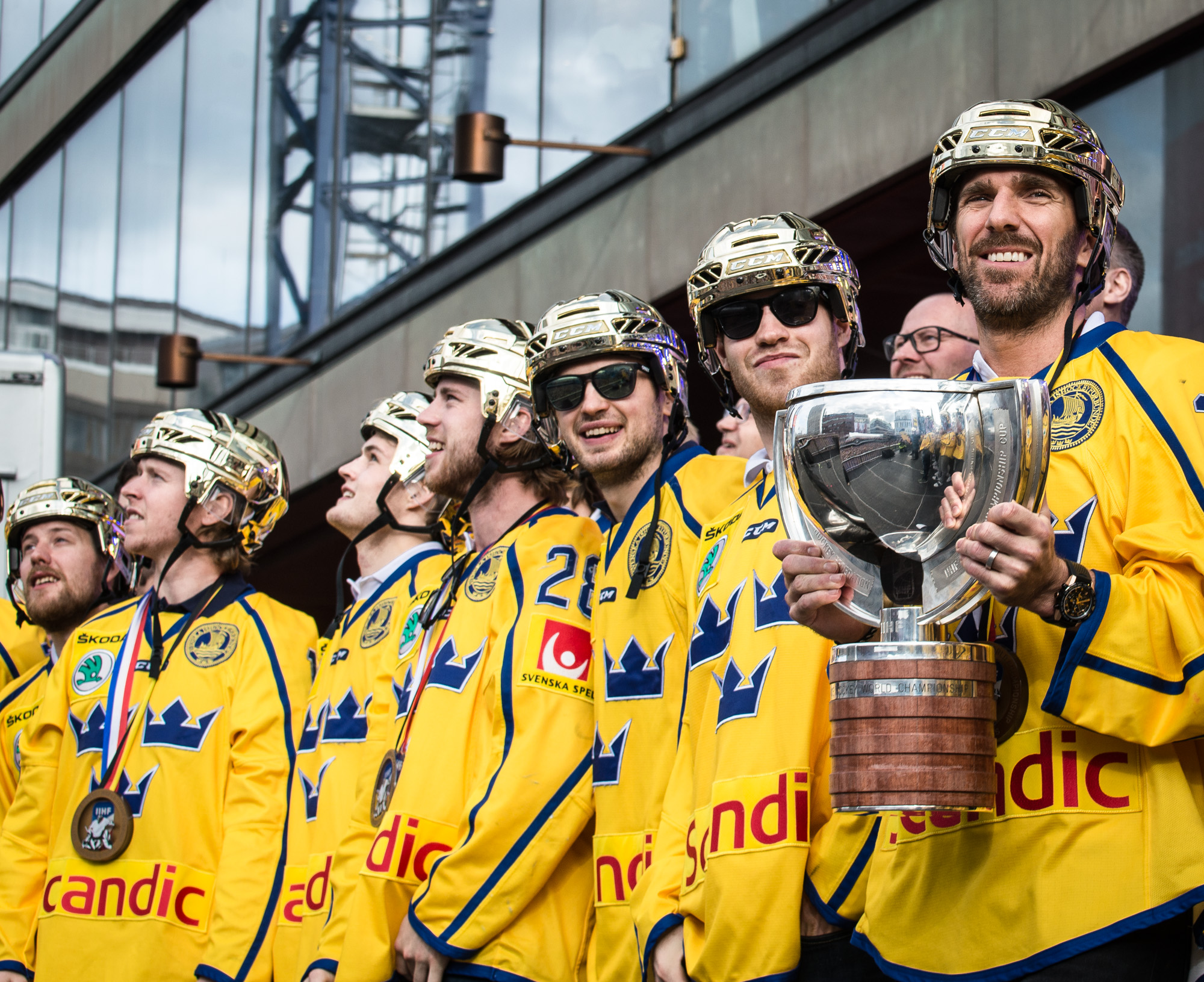
Tre Kronor firas på Sergels torg efter VM-guldet 2017.

Världsmästerskapet i ishockey för herrar 2017 var den 81:a VM-turneringen för herrar, arrangerad av det internationella ishockeyförbundet (International Ice Hockey Federation), och spelades i Köln, Tyskland och Paris, Frankrike 5–21 maj 2017 beträffande toppdivisionen.
Tre Kronor vann turneringen efter straffläggning i finalen mot Kanada och tog därmed sitt 10:e VM-guld.
VM i de lägre divisionerna spelades på andra platser och under andra tidpunkter.
- Division I, grupp A i Kiev, Ukraina, från 22 till 28 april 2017.
- Division I, grupp B i Belfast, Storbritannien, från 23 till 29 april 2017.
- Division II, grupp A i Galați, Rumänien, från 3 till 9 april 2017.
- Division II, grupp B i Auckland, Nya Zeeland, från 4 till 10 april 2017.
- Division III i Sofia, Bulgarien, från 10 till 16 april 2017.

## Toppdivisionen

### Värdskap
Fyra länder uttryckte önskan om att ansöka värdskapet för VM i ishockey 2017: Frankrike, Tyskland, Danmark och Lettland.  Danmark och Lettlands ishockeyförbund meddelade den 7 november 2012 att de hade för avsikt att arrangera VM tillsammans.  I ansökan angavs Danmark, med Köpenhamns nybyggda isstadion, bli huvudort för guld- och bronsmatcher.  Frankrike och Tysklands ishockeyförbund hade sedan tidigare lämnat in en gemensam ansökan, där Tyskland angavs som huvudarrangör, finalen planerades att spelas antingen i Köln eller Berlin. 
Värdskapet tilldelas Frankrike och Tyskland på IIHF:s årskongress i maj 2013 i Stockholm.

#### Omröstningen[4]
| Land               | Röster |
| ------------------ | ------ |
| Frankrike Tyskland | 63     |
| Danmark Lettland   | 45     |

### Arenor
Gruppspel för grupp B och två av kvartsfinalerna spelades i Paris medan gruppspel för grupp A, två av kvartsfinalerna, semifinalerna, bronsmatchen och finalen spelades i Köln.
| Tyskland – Köln   | Tyskland – Köln                                  | · Köln Paris Arrangörsstäder i ishockey-VM 2017. |
|                   | Lanxess Arena, Köln Publikkapacitet: 18 500      | · Köln Paris Arrangörsstäder i ishockey-VM 2017. |
| Frankrike – Paris |                                                  | · Köln Paris Arrangörsstäder i ishockey-VM 2017. |
|                   | AccorHotels Arena, Paris Publikkapacitet: 15 000 | · Köln Paris Arrangörsstäder i ishockey-VM 2017. |

### Deltagande lag
Följande sexton lag var kvalificerade för spel i toppdivisionen. Slovenien och Italien var två nya lag jämfört med förra årets turnering.
| Europa - Danmark* - Finland* - Frankrike† - Italien^ - Lettland* - Norge* - Ryssland* - Schweiz* - Slovakien* - Slovenien^ | - Sverige* - Tjeckien* - Tyskland† - Vitryssland* Nordamerika - Kanada* - USA* |  |

* = Automatiskt kvalificerade lag genom att placera sig bland de 14 första lagen i Världsmästerskapet i ishockey för herrar 2016
^ = Kvalificerade genom att placera sig etta och tvåa i Division I Grupp A vid VM i ishockey 2016
† = Värdnation och automatiskt kvalificerat

### Gruppspel[6]
De fyra lag som placerade sig etta till fyra i respektive grupp avancerade till slutspel.
| Grupp A   | S | V | ÖV | ÖF | F | GM | IM | MS  | P  |
| --------- | - | - | -- | -- | - | -- | -- | --- | -- |
| USA       | 7 | 6 | 0  | 0  | 1 | 31 | 14 | +17 | 18 |
| Ryssland  | 7 | 5 | 1  | 0  | 1 | 35 | 10 | +25 | 17 |
| Sverige   | 7 | 5 | 0  | 1  | 1 | 29 | 13 | +16 | 16 |
| Tyskland  | 7 | 2 | 2  | 1  | 2 | 20 | 23 | −3  | 11 |
| Lettland  | 7 | 3 | 0  | 1  | 3 | 14 | 18 | −4  | 10 |
| Danmark   | 7 | 1 | 2  | 0  | 4 | 13 | 22 | −9  | 7  |
| Slovakien | 7 | 0 | 1  | 2  | 4 | 12 | 28 | −16 | 4  |
| Italien   | 7 | 0 | 0  | 1  | 6 | 6  | 32 | −26 | 1  |

| Avancemang till slutspel | Nedflyttat till Division I A 2018 |

| Grupp B     | S | V | ÖV | ÖF | F | GM | IM | MS  | P  |
| ----------- | - | - | -- | -- | - | -- | -- | --- | -- |
| Kanada      | 7 | 6 | 0  | 1  | 0 | 32 | 10 | +22 | 19 |
| Schweiz     | 7 | 3 | 2  | 2  | 0 | 22 | 14 | +8  | 15 |
| Tjeckien    | 7 | 3 | 2  | 0  | 2 | 23 | 14 | +9  | 13 |
| Finland     | 7 | 2 | 2  | 1  | 2 | 20 | 22 | −2  | 11 |
| Frankrike   | 7 | 2 | 2  | 0  | 3 | 23 | 19 | +4  | 10 |
| Norge       | 7 | 2 | 0  | 2  | 3 | 13 | 19 | −6  | 8  |
| Vitryssland | 7 | 2 | 0  | 1  | 4 | 15 | 27 | −12 | 7  |
| Slovenien   | 7 | 0 | 0  | 1  | 6 | 13 | 36 | −23 | 1  |

| Avancemang till slutspel | Nedflyttat till Division I A 2018 |

### Slutspel
|  | Kvartsfinal |             |             |  |    |            |            |            |  |       |                  |        |   |
|  | A1          | USA         | 0           |  |    |            |            |            |  |       |                  |        |   |
|  | B4          | Finland     | 2           |  |    | Semifinal  | Semifinal  | Semifinal  |  |       |                  |        |   |
|  |             |             |             |  |    | B4         | Finland    | 1          |  |       |                  |        |   |
|  | Kvartsfinal | Kvartsfinal | Kvartsfinal |  | A3 | Sverige    | 4          |            |  |       |                  |        |   |
|  | B2          | Schweiz     | 1           |  |    |            |            |            |  |       |                  |        |   |
|  | A3          | Sverige     | 3           |  |    | Bronsmatch | Bronsmatch | Bronsmatch |  | Final | Final            | Final  |   |
|  |             |             |             |  |    | B4         | Finland    | 3          |  | A3    | Sverige (e.str.) | 2      |   |
|  | Kvartsfinal | Kvartsfinal | Kvartsfinal |  |    | A2         | Ryssland   | 5          |  |       | B1               | Kanada | 1 |
|  | B1          | Kanada      | 2           |  |    |            |            |            |  |       |                  |        |   |
|  | A4          | Tyskland    | 1           |  |    | Semifinal  | Semifinal  | Semifinal  |  |       |                  |        |   |
|  |             |             |             |  |    | B1         | Kanada     | 4          |  |       |                  |        |   |
|  | Kvartsfinal | Kvartsfinal | Kvartsfinal |  | A2 | Ryssland   | 2          |            |  |       |                  |        |   |
|  | A2          | Ryssland    | 3           |  |    |            |            |            |  |       |                  |        |   |
|  | B3          | Tjeckien    | 0           |  |    |            |            |            |  |       |                  |        |   |

### Slutresultat
Slutresultat av VM 2017:
|    | Sverige     |
|    | Kanada      |
|    | Ryssland    |
| 4  | Finland     |
| 5  | USA         |
| 6  | Schweiz     |
| 7  | Tjeckien    |
| 8  | Tyskland    |
| 9  | Frankrike   |
| 10 | Lettland    |
| 11 | Norge       |
| 12 | Danmark     |
| 13 | Vitryssland |
| 14 | Slovakien   |
| 15 | Slovenien   |
| 16 | Italien     |

### Utmärkelser

#### Mest värdefulla spelare
Utsågs av medierna som mästerskapets mest värdefulle spelare.
| Position | Spelare          |
| -------- | ---------------- |
| MVP      | William Nylander |

#### Bästa spelare
Utsågs av turneringsledningen.
| Position | Spelare            |
| -------- | ------------------ |
| Målvakt  | Andrej Vasilevskij |
| Back     | Dennis Seidenberg  |
| Forward  | Artemij Panarin    |

#### All star-team
Utsågs av medierna.
| Position | Spelare            |
| -------- | ------------------ |
| Målvakt  | Andrej Vasilevskij |
| Backar   | Colton Parayko     |
| Backar   | Dennis Seidenberg  |
| Forwards | William Nylander   |
| Forwards | Artemij Panarin    |
| Forwards | Nathan MacKinnon   |

## Division I

### Grupp A
Division I A-turneringen spelades i Kiev, Ukraina från 22 till 28 april 2017.
|           | S | V | ÖV | ÖF | F | GM | IM | MS  | P  |
| --------- | - | - | -- | -- | - | -- | -- | --- | -- |
| Österrike | 5 | 4 | 0  | 0  | 1 | 22 | 4  | +18 | 12 |
| Sydkorea  | 5 | 3 | 1  | 0  | 1 | 14 | 11 | +3  | 11 |
| Kazakstan | 5 | 3 | 1  | 0  | 1 | 13 | 10 | +3  | 11 |
| Polen     | 5 | 2 | 0  | 1  | 2 | 6  | 17 | −11 | 7  |
| Ungern    | 5 | 1 | 0  | 0  | 4 | 8  | 14 | −6  | 3  |
| Ukraina   | 5 | 0 | 0  | 1  | 4 | 7  | 14 | −7  | 1  |

| Uppflyttat till Toppdivisionen 2018 | Nedflyttat till Division I Grupp B 2018 |

### Grupp B
Division I B-turneringen spelades i Belfast, Storbritannien från 23 till 29 april 2017.
|                | S | V | ÖV | ÖF | F | GM | IM | MS  | P  |
| -------------- | - | - | -- | -- | - | -- | -- | --- | -- |
| Storbritannien | 5 | 5 | 0  | 0  | 0 | 32 | 5  | +27 | 15 |
| Japan          | 5 | 4 | 0  | 0  | 1 | 22 | 11 | +11 | 12 |
| Litauen        | 5 | 3 | 0  | 0  | 2 | 18 | 12 | +6  | 9  |
| Estland        | 5 | 2 | 0  | 0  | 3 | 11 | 20 | −9  | 6  |
| Kroatien       | 5 | 1 | 0  | 0  | 4 | 14 | 17 | −3  | 3  |
| Nederländerna  | 5 | 0 | 0  | 0  | 5 | 6  | 38 | −32 | 0  |

| Uppflyttat till Division I A 2018 | Nedflyttat till Division II A 2018 |

## Division II

### Grupp A
Division II A-turneringen spelades i Galați, Rumänien från 3 till 9 april 2017.
|            | S | V | ÖV | ÖF | F | GM | IM | MS  | P  |
| ---------- | - | - | -- | -- | - | -- | -- | --- | -- |
| Rumänien   | 5 | 4 | 0  | 0  | 1 | 24 | 5  | +19 | 12 |
| Australien | 5 | 3 | 1  | 0  | 1 | 16 | 13 | +3  | 11 |
| Serbien    | 5 | 2 | 0  | 2  | 1 | 23 | 15 | +8  | 8  |
| Belgien    | 5 | 2 | 0  | 0  | 3 | 17 | 27 | −10 | 6  |
| Island     | 5 | 2 | 0  | 0  | 3 | 10 | 20 | −10 | 6  |
| Spanien    | 5 | 0 | 1  | 0  | 4 | 13 | 23 | −10 | 2  |

| Uppflyttat till Division I B 2018 | Nedflyttat till Division II B 2018 |

### Grupp B
Division II B-turneringen spelades i Auckland, Nya Zeeland från 4 till 10 april 2017.
|             | S | V | ÖV | ÖF | F | GM | IM | MS  | P  |
| ----------- | - | - | -- | -- | - | -- | -- | --- | -- |
| Kina        | 5 | 5 | 0  | 0  | 0 | 29 | 12 | +17 | 15 |
| Nya Zeeland | 5 | 4 | 0  | 0  | 1 | 23 | 11 | +12 | 12 |
| Israel      | 5 | 3 | 0  | 0  | 2 | 24 | 14 | +10 | 9  |
| Nordkorea1  | 5 | 1 | 0  | 0  | 4 | 18 | 33 | −15 | 3  |
| Mexiko1     | 5 | 1 | 0  | 0  | 4 | 12 | 16 | −4  | 3  |
| Turkiet1    | 5 | 1 | 0  | 0  | 4 | 7  | 27 | −20 | 3  |

1 Inbördes möten: 1) Nordkorea 3 P +4 MS, 2) Mexiko 3 P +3 MS, 3) Turkiet 3 P -7 MS. 
| Uppflyttat till Division II A 2018 | Nedflyttat till Division III 2018 |

## Division III
Division III-turneringen spelades i Sofia, Bulgarien från 10 till 16 april 2017. Divisionen avgjordes som en turnering med gruppspel och slutspel.
| 1 | Luxemburg               |
| 2 | Bulgarien               |
| 3 | Georgien                |
| 4 | Hongkong                |
| 5 | Sydafrika               |
| 6 | Taiwan                  |
| 7 | Förenade arabemiraten   |
| 8 | Bosnien och Hercegovina |

| Uppflyttat till Division II B 2018 | Nedflyttat till Division III Kval 2018 |